# 冼振東
冼振東（英語：Dr SIN, Terence，1973年3月12日—），香港著名舞台劇導演、編劇和演員，綽號大佬東，出生於香港。早年畢業於九龍華仁書院，香港大學教育博士。曾任香港藝術發展局藝術教育組顧問、香港學術及職業資歷評審局專家（表演藝術）、香港話劇團聯席導演及香港專業戲劇人同盟副會長。

## 背景
冼振東是資深戲劇藝術及教育工作者，演出、翻譯、編劇、導演的劇目超過180部，並曾為超過100間學校及機構主持各種戲劇藝術及應用戲劇課程。
曾於2002年至2004年及2008-2011年任職全職中學教師﹔2006年至2008年任職香港演藝學院戲劇學院戲劇教育課程客席講師和中英劇團資深教育及發展主任﹔2010至2013年任職香港公開大學教育碩士（戲劇及學校課程）兼任導師，及在2012年至2018年擔任香港話劇團駐團導演（外展）。2019年7月至2020年2月逢星期三12:30-01:00在新城財經台《零時拾FUN》節目中擔任嘉賓主持。2019年10月創立「故事力研究室」，致力研究StoryCAST©之創作方法。2021-2024年出任明愛華德中書院助理校長(演藝)。

## 曾獲獎項
- 香港演藝學院「傑出導演獎」(1997)
- 教育局「卓越教師表揚狀」 (2003)
- 九龍樂善堂「傑出教師獎」（創意）(2003及2004)
- 戲劇協會匯演「最佳劇本獎」(2004)
- 香港教育工作者聯會「優秀教師獎」（教學管理組）（2010）
- 憑《波音情人》獲香港舞台劇獎最佳導演（喜劇／鬧劇）提名（2012）

## 導演作品
- 《湖泊男兒》Lakeboat（1997年，香港演藝學院）
- 《錦獸豪庭》Glengarry Glen Ross (2006年，奔騰製作)
- 《難忘郁達夫》 (2008年首演，2010年重演，楚城)
- 《葉問傳 - 問手》 (2009年，劇团工力二人)
- 《我們之間》 (2011年首演，2013年重演，創典舞台)
- 《波音情人》 (2011年首演，2012年及2019年重演，A2創作社)
- 《旺角龍虎榜》 (2011年，楚城)
- 《慌失失劇團》 (2011年，愛心力量及中原慈善基金)
- 《大酒店有個荷李活》 (2012年首演，2013年重演，楚城)
- 《退化廚神》 (2013年，香港話劇團製作，腦伴同行教育計劃)
- 《吾想死！》 (2013年，香港話劇團通識教育劇場)
- 《年少 • 無知﹖》 (2014年，香港話劇團通識教育劇場)
- 《時光倒流香港地》(2015年首演，2016、2017及2018年三度重演，2018年12月廣州演出）
- 《捕鼠器》The Mousetrap (2019年，香港玩劇團)
- 《親親廿四孝》 (2020年，大細路劇團，Webeatre 網上直播)
- 《牧羊人的使命》 (2023年，天主教教師發展日)
- 《雄獅少年》 (2024年，香港藝術節)
- 《大酒店有個荷李活》 (2024年三度重演，澳門演戲空間)
- 《驃騎鐵將霍去病》 (2025年，國史教育中心)

## 編劇作品
- 《無飯食》 (2002年)
- 《不忠》 (2004年)
- 《退化廚神》 (2013年)
- 《鐵路戀曲》（2014年）
- 《初衷》 (2019年)
- 《親親廿四孝》 (2020年)
- 《牧羊人的使命》 (2023年)
- 《驃騎鐵將霍去病》 (2025年)

## 翻譯或改編作品
- 《錦獸豪庭》Glengarry Glen Ross (2006年，奔騰製作)
- 《鬥角勾心》American Buffalo (2009年，阿盧製作)
- 《神雕俠侶》 (舞劇，2009年，香港舞蹈團)
- 《俠盜張師奶》Can't pay? Won't pay! (2010年，阿盧製作)
- 《波音情人》Boeing Boeing (2011年首演，2012年及2019年重演，A2創作社)
- 《我們之間》 (2011年首演，2013年重演，創典舞台)
- 《風雲》 (舞劇，2014年首演，2016年重演，香港舞蹈團)
- 《凱撒》Caesar (2015年，創典舞台)
- 《倩女．幽魂》 (舞劇，2015年首演，2017及2019年重演，香港舞蹈團)
- 《捕鼠器》The Mousetrap (2019年，香港玩劇團)

## 演員作品
- 《大煞風景》 (2006年，61制作，飾演爸爸)
- 《龍門客棧樂與怒》 (2006年，春天制作，飾演金燕子)
- 《大世界》 (2009年，61制作，飾演東狗叔)
- 《天上人渣》 (2010年首演，2012年重演，楚城，飾演排骨)
- 《慌失失劇團》 (2011年，愛心力量及中原慈善基金，飾演舞台監督)
- 《售氣帝國》 (2012年，有骨戲，飾演帝國集團老闆)
- 《吾想死！》 (2012年，香港話劇團協辦，腦伴同行教育計劃，飾演扎鐵工人李陽)
- 《凱撒》Caesar (2015年，創典舞台，飾演凱撒)
- 《死亡與國王的侍從》(讀劇，2017年，康樂及文化事務處，飾演侍從)
- 《恐怖行動》Terror (讀劇，2019年，同流X尋問者，飾演辯方律師)
- 《正是這樣的生活》(2019年首演，2021年重演，iStage，飾演校長)
- 《豐子愷》(2023年，新域劇團，飾演夏丏尊)
- 《聖誕老人玩轉聖誕假》(2024年，iStage，飾演聖誕老人)

## 外部連結
- 毒舌前戲(41)—冼振東的十二年婚姻
- 冼振東過去演出@Art-mate.net （页面存档备份，存于）
- 香港戲劇年鑑2012 冼振東 （页面存档备份，存于）
- 演藝盛薈  時光倒流香港地
- 懷緬過去 - 基層導演及編劇 - 以音樂劇重現獅子山精神（页面存档备份，存于）
- 《時光倒流香港地》四度重演 - 小演員掌握神髓 - 帶觀眾重溫60年代情懷（页面存档备份，存于）
- 冼振東嘅教育熱誠同貢獻，成為「校長」呢個角色嘅不二之選
- 正生書院舞台劇  細說年輕人重新出發的故事 （页面存档备份，存于）